# Craspedochiton foresti
Craspedochiton foresti is een keverslakkensoort uit de familie van de Acanthochitonidae. De wetenschappelijke naam van de soort is voor het eerst geldig gepubliceerd in 1965 door Leloup.